# Jorge Viterbo Ferreira
Jorge João Viterbo Ferreira (* 24. Juni 1994 in Porto) ist ein portugiesischer Schachspieler.

## Leben
Viterbo Ferreira studiert Philosophie an der Fakultät der Literaturwissenschaften der Universität Porto.

## Erfolge
Bei der portugiesischen Einzelmeisterschaft belegte er sowohl 2014 als auch 2015 den zweiten Platz hinter António Fernandes.
Für Portugal spielte er bei der U16-Olympiade 2010 in Burdur am Spitzenbrett. Er hatte sowohl bei der Schacholympiade 2012 in Istanbul am vierten Brett ein positives Ergebnis als auch bei der Schacholympiade 2014 in Tromsø am zweiten Brett.
Vereinsschach spielt er in Portugal für die Grupo Desportivo Dias Ferreira aus Matosinhos, mit der auch am European Club Cup 2015 in Skopje am Spitzenbrett teilnahm. Er spielt auch regelmäßig in spanischen regionalen Ligen, in Belgien spielt er seit 2017 für L’Echiquier Amaytois.
Seit Oktober 2013 trägt er den Titel Internationaler Meister. Die Normen hierfür erzielte er beim IV. Iberoamerikanischen Open in Quito im April 2012, in der portugiesischen Mannschaftsmeisterschaft im Juli 2012 in Matosinhos, in der ungeschlagen blieb, sowie beim Cerrado-Turnier in Gijón im August 2013. Seit Oktober 2018 trägt Ferreira den Titel eines Großmeisters. Die erforderlichen Normen hierfür erfüllte er in den Saisons 2014/15 und 2017/18 der portugiesischen Mannschaftsmeisterschaft sowie im März 2018 bei der europäischen Einzelmeisterschaft in Batumi.
Seine Elo-Zahl beträgt 2525 (Stand: Februar 2024). Mit seiner höchsten Elo-Zahl von 2539 im August 2018 führte er die portugiesische Elo-Rangliste an.